# Буща (Дубенский район)
Бу́ща (укр. Бу́ща) — село в Смыгской поселковой общине Дубенского района Ровненской области Украины.
Население по переписи 2001 года составляло 286 человек. Почтовый индекс — 35680. Телефонный код — 3656. Код КОАТУУ — 5621689503.

## Галерея

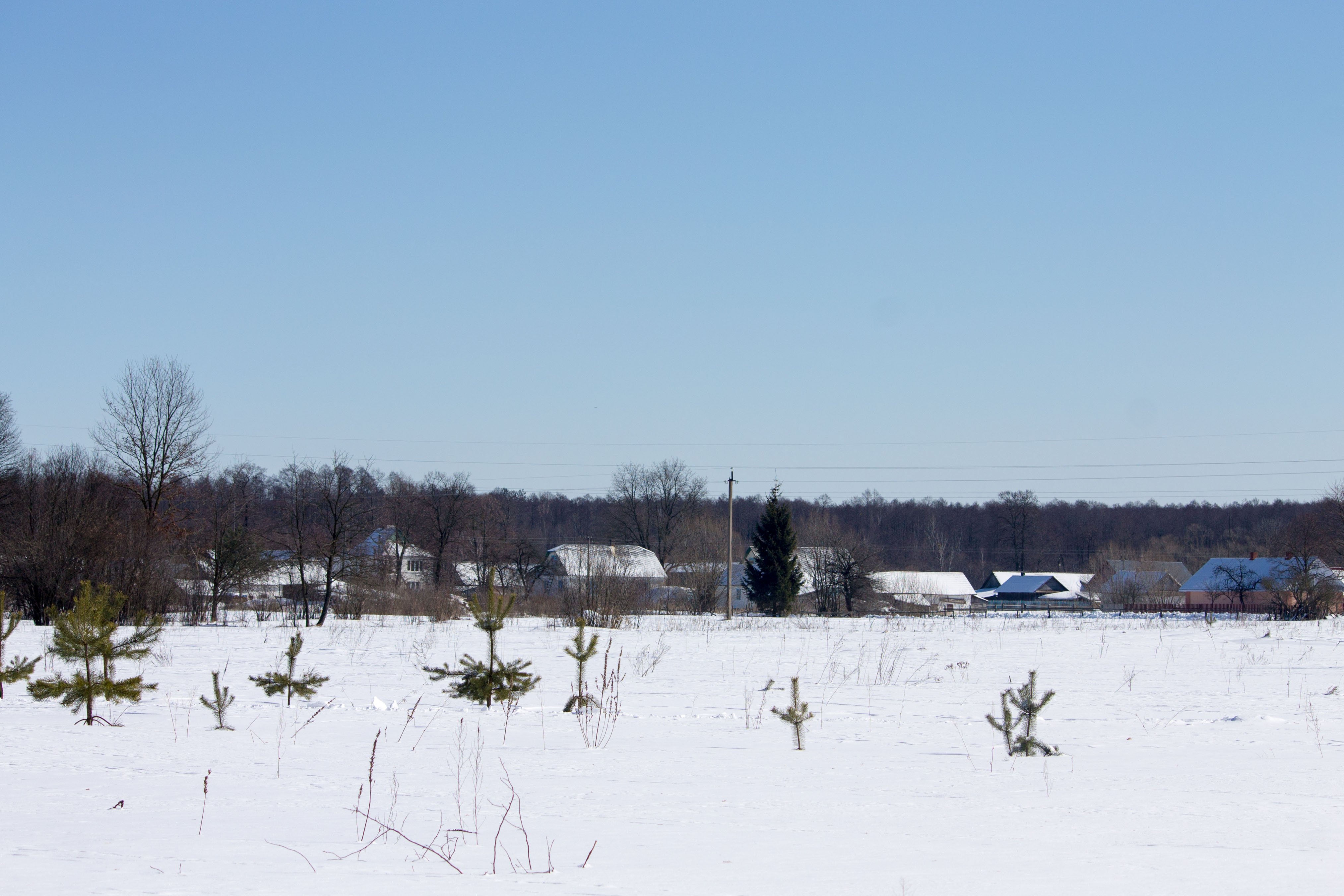
Вид на село Буща
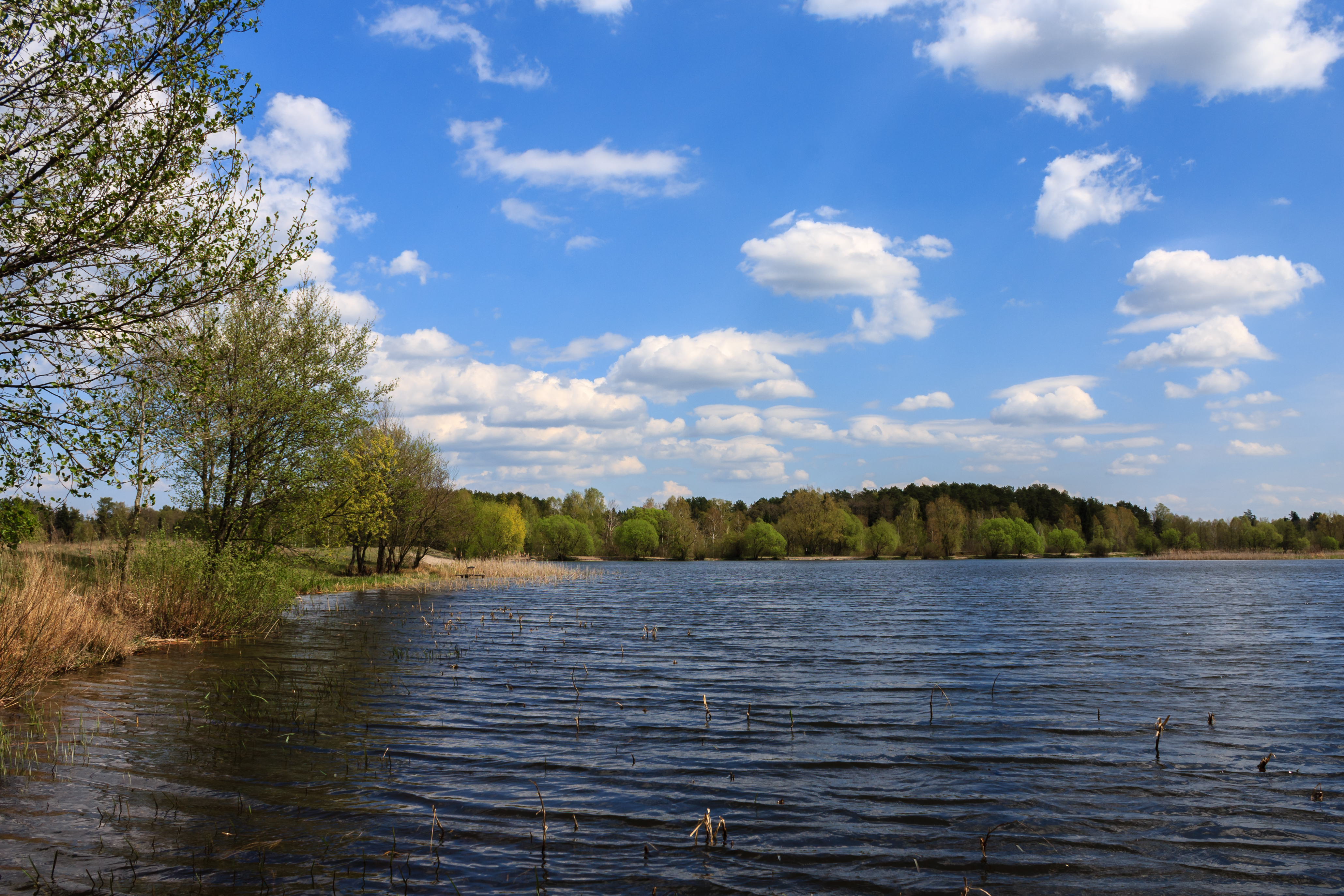
пруд
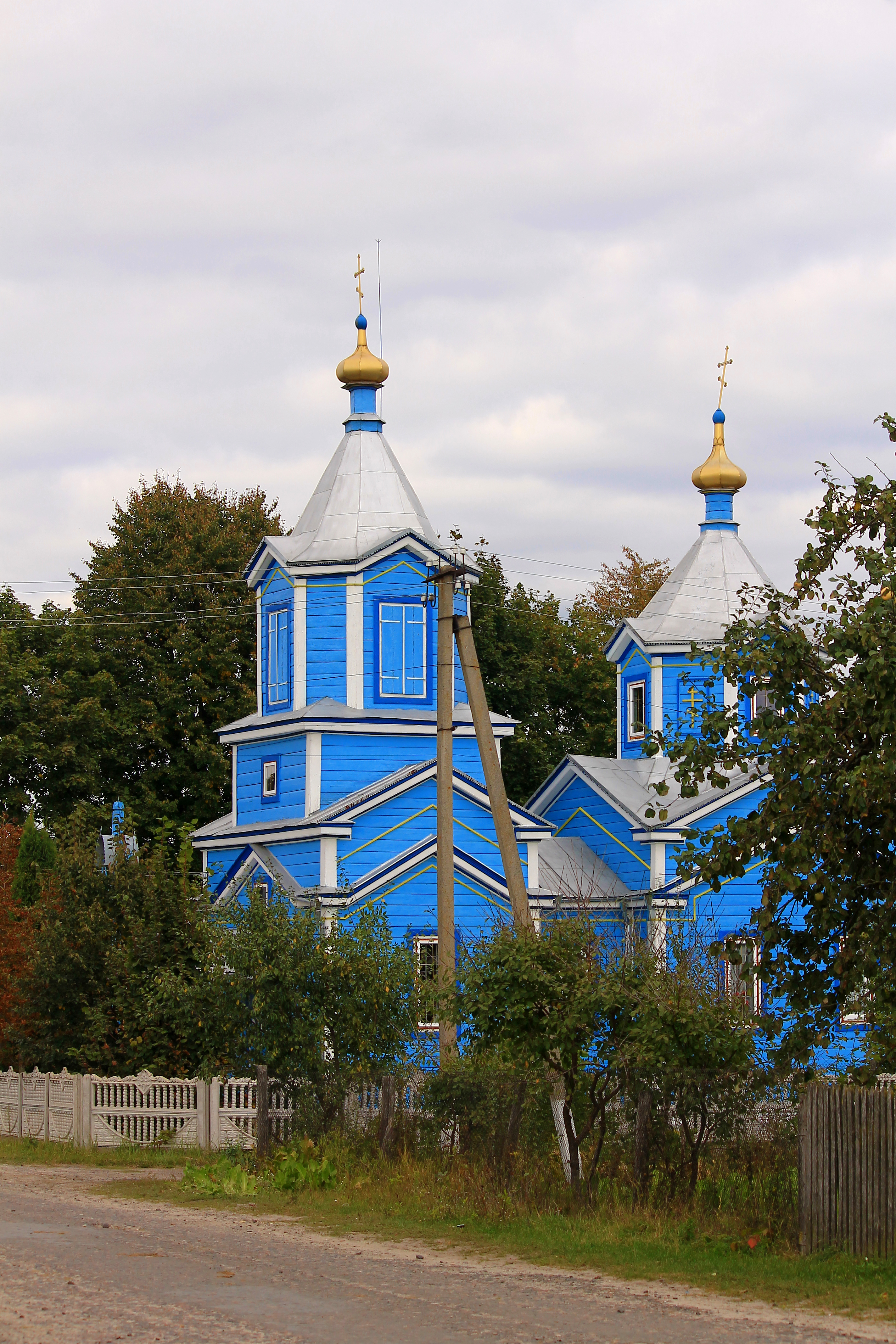
Церковь в селе